# Steep Point

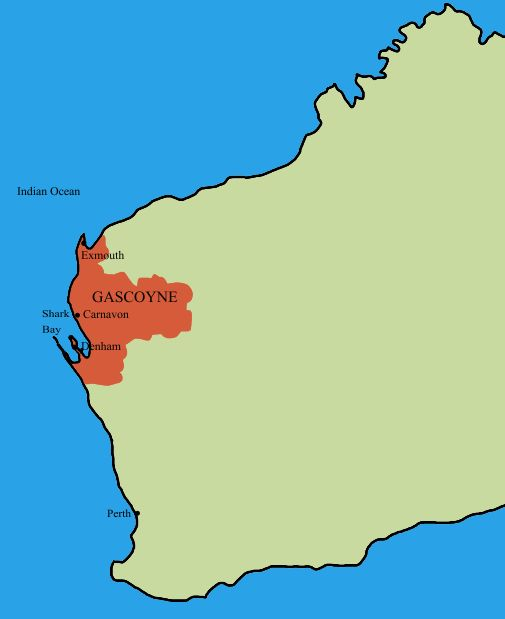
Lägeskarta.

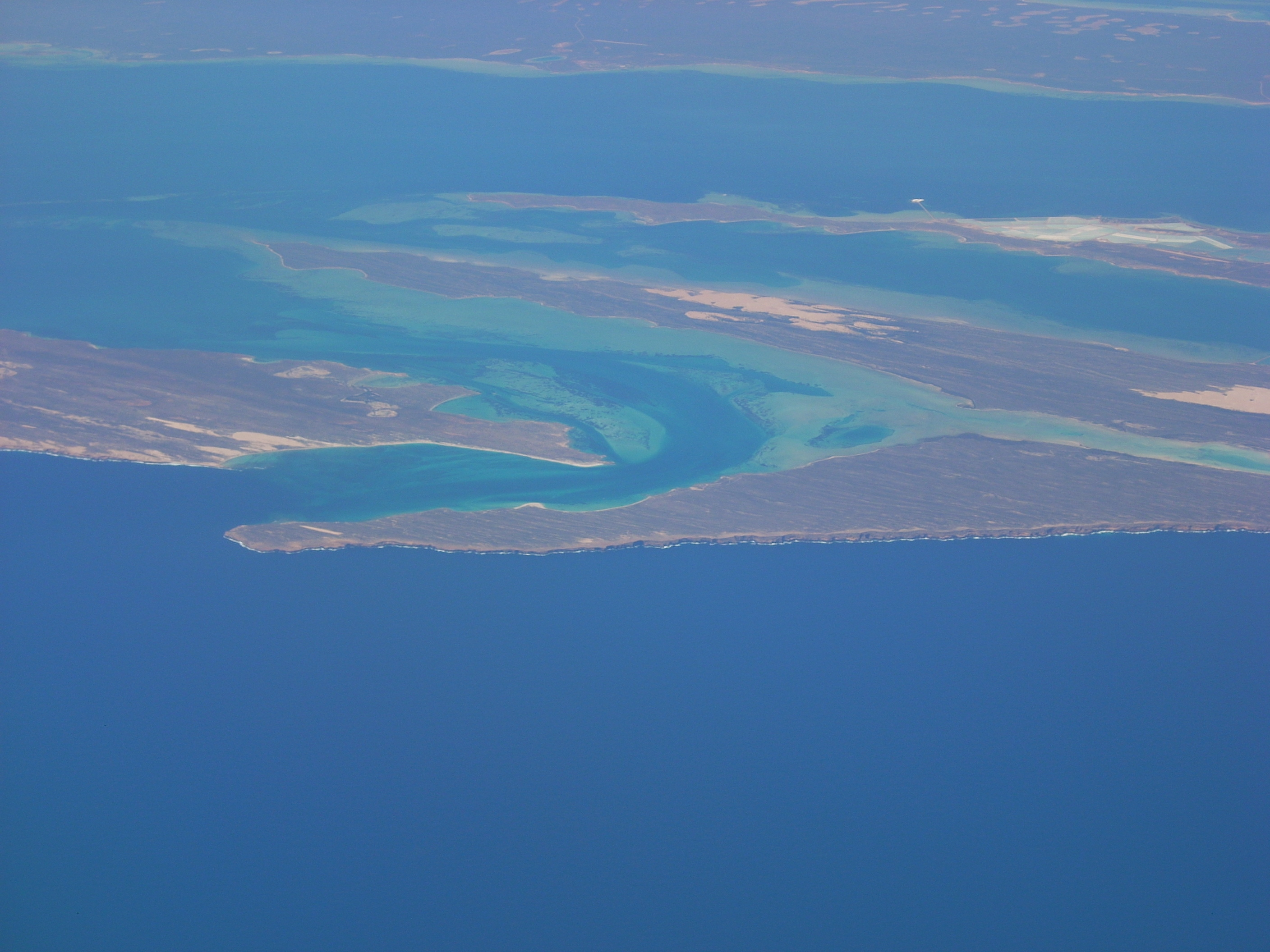
Steep Point.

Steep Point är en udde i västra Australien och är den västligaste platsen på den australiska kontinenten  och tillhör samtidigt världens yttersta platser.

## Geografi
Steep Point ligger i delstaten Western Australia i den västra delen av regionen Gascoyne direkt vid Indiska oceanen.
Udden ligger cirka 1000 km nordväst om Perth och cirka 50 km sydväst om huvudorten Denham vid det cirka 4 km breda sundet South Passage. På andra sidan sundet ligger Dirk Hartog Island. Steep Point ingår i naturreservatet Shark Bay.
Förvaltningsmässigt utgör udden en del av kommunen Shark Bay Shire.

## Historia
Området har bebotts av Noongarfolket (ett folk bland Aboriginer) sedan lång tid.
1697 namngavs udden "Steyle Hock" (Branta höjden) av den flamländske sjöfararen Willem de Vlamingh under dennes utforskningsresa kring Australiens sydvästra kust. Steyle Hock motsvarar Steep Point på engelska och udden har kvar namnet sedan dess.

Hela Shark Bayområdet upptogs på Unescos världsarvslista i december 1991.